# 안호정
안호정(雁湖亭)은 경상북도 안동시 풍천면 가곡리에 있다. 2013년 4월 9일 안동시의 문화유산 제67호로 지정되었다.